# تاماس كولتا
تاماس كولتا (بالمجرية: Koltai Tamás)‏ هو لاعب كرة قدم مجري في مركز الوسط، ولد في 30 أبريل 1987 في جيور في المجر. شارك مع منتخب المجر لكرة القدم. أما مع النوادي، فقد لعب مع غيور تورنا أوزتالي ونادي باكسي ونادي مول فيهيرفار.

## وصلات خارجية
- تاماس كولتا على موقع الاتحاد الدولي (مؤرشف)  (الإنجليزية)
- تاماس كولتا على موقع قاعدة بيانات كرة القدم.إي يو (الإنجليزية)
- تاماس كولتا على موقع ناشيونال فوتبول تيمز (الإنجليزية)
- تاماس كولتا على موقع Soccerway.com (الإنجليزية)
- تاماس كولتا على موقع عالم كرة القدم.نت (الإنجليزية)